# تود مكافري
تود مكافري (بالإنجليزية: Todd McCaffrey)‏‏ (27 أبريل 1956 - ) كاتب، وروائي، وكاتب خيال علمي من الولايات المتحدة.

## الجوائز
- ميدالية حسن السيرة والسلوك [الإنجليزية]‏
- ميدالية الثناء